# SN 1998cv
SN 1998cv – supernowa typu Ic odkryta 24 czerwca 1998 roku w galaktyce E237-G42. W momencie odkrycia miała maksymalną jasność 17,50m.